# Irepodun/Ifelodun
Irepodun/Ifelodun est une zone de gouvernement local de l'État d'Ekiti au Nigeria,.

## Gallery

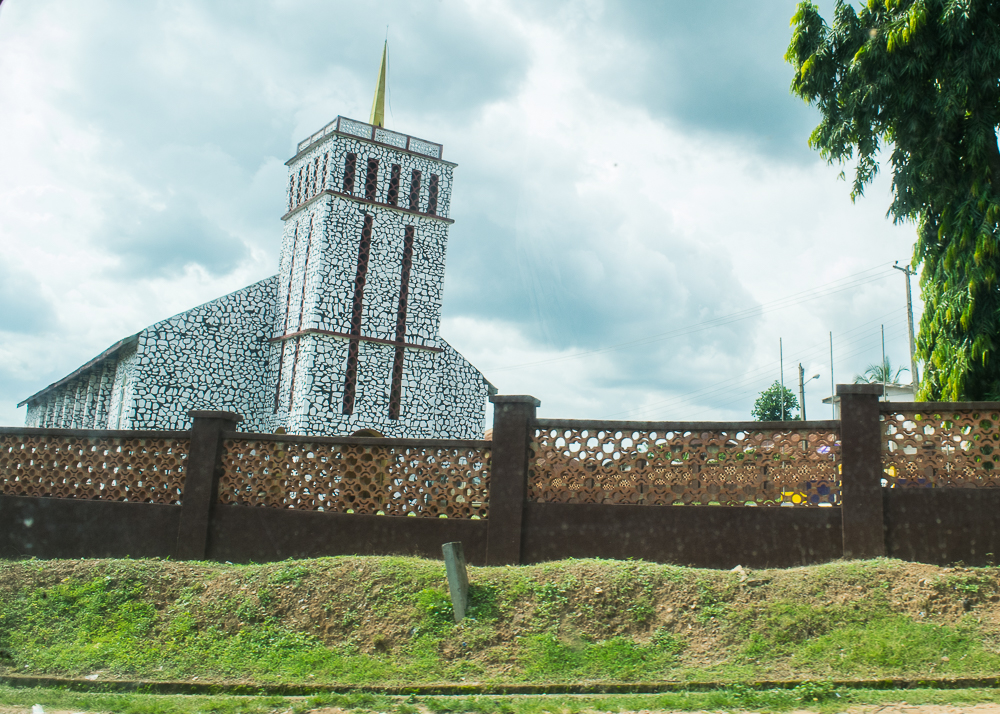
Anglican church, Igede-Ekiti

## Source
- (en) Cet article est partiellement ou en totalité issu de l’article de Wikipédia en anglais intitulé « Irepodun/Ifelodun » (voir la liste des auteurs).